# Olga Samaroff

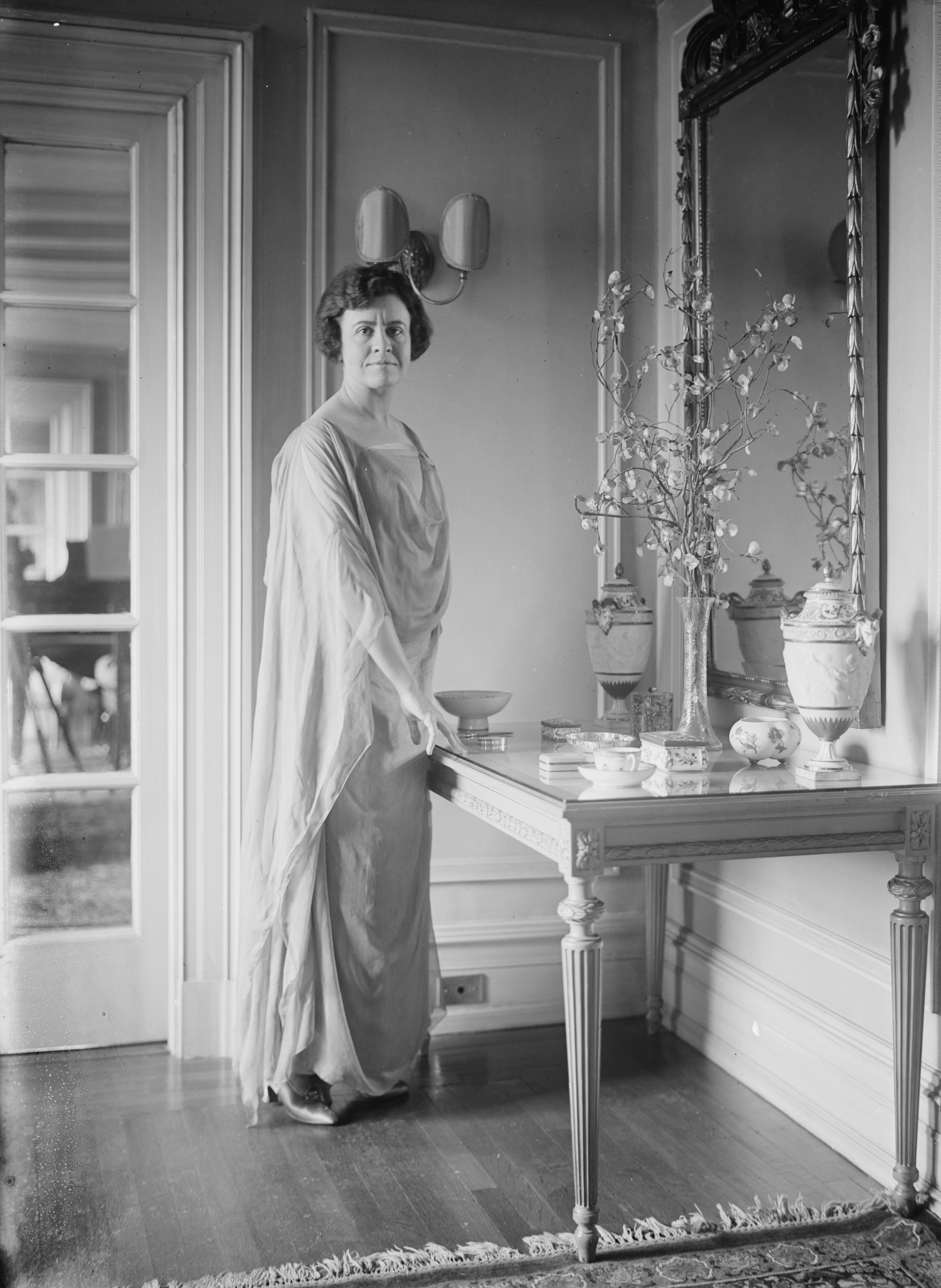
Olga Samaroff

Lucie Mary Agnes Hickenlooper (San Antonio, 8 augustus 1880 - New York, 17 mei 1948) was een Amerikaanse pianiste, recensente en muziekpedagoge. Vanaf 1905 stond zij bekend als Olga Samaroff.

## Biografie
Zij groeide op in Galveston, waar haar familie een bedrijf bezat. Zij kreeg in eerste instantie les van haar moeder en haar grootmoeder Lucy (Palmer) Loening Grünewald, deze laatste genoot enige bekendheid als concertpianiste. Later volgde ze ook lessen bij andere leraren, maar toen Lucie twaalf jaar oud was kon niemand haar nog iets leren.
Omdat er in de Verenigde Staten geen goede leraren te vinden waren werd zij, samen met haar grootmoeder, op haar veertiende naar Europa gezonden. Eerst volgde zij lessen aan het Conservatoire de Paris bij Antoine François Marmontel. Later ging zij naar Berlijn waar ze bij Ernst Jedliczka studeerde. In Berlijn was ze van 1900 tot 1904 getrouwd met Boris Loutzky, een russische ingenieur. Met hem woonde zij ook nog enige tijd in Sint-Petersburg in Rusland,
Na haar scheiding van Loutzky ging zij terug naar de Verenigde Staten. Het bedrijf van haar familie was in 1900 verwoest door de beruchte orkaan die grote schade aanrichtte van het noordelijke Caraïbisch gebied, in een aantal Noord-Amerikaanse Staten en oostelijk Canada. Met haar carrière wilde het niet vlotten, een impresario adviseerde haar een exotischer naam als artiestennaam te nemen. Ze koos de naam van een ver familielid.
Onder haar nieuwe naam regelde ze zelf haar eerste optreden in Carnegie Hall in New York in januari 1905, waar ze onder Walter Damrosch Tchaikovsky's 1e Pianoconcert speelde. Het optreden kreeg goede recensies en in mei debuteerde zij in Londen. In 1906 kwam haar carrière goed op gang, ze had veel optredens in de Verenigde Staten, maar ook in Europa. In 1908 maakte zij haar eerste opnamen op pianorollen, maar vond de opnamekwaliteit teleurstellend. Ze accepteerde pas in 1921 een aanbod van de Victor Talking Machine Company, op voorwaarde dat ze daarvoor een goede vleugel ter beschikking zou krijgen. Ze mocht een Steinway vleugel aanschaffen, maar Victor kan het enorme ding nergens opslaan, waarop ze besloot om er zelf een groter huis voor aan te schaffen.

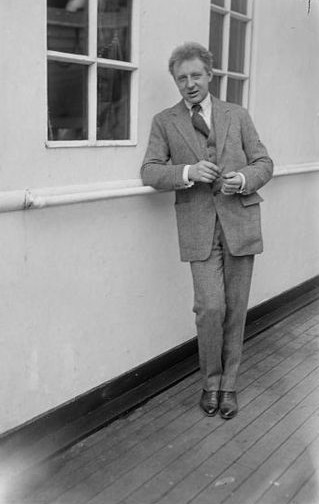
Leopold Stokowski

## Stokowski
In 1905 ontmoette zij Leopold Stokowski, die als organist in St. Bartholomew's Church in New York werkte. Ze kregen een relatie en door haar vele contacten in de muziekwereld zag zij in 1912 kans om voor hem een plaats als dirigent bij het Cincinnati Symphonieorkest te bemachtigen. Toen zij in 1911 trouwden deed ze het de eerste paar jaar wat rustiger aan met optredens, maar  in 1913 pakte ze draad weer op. In 1921 werd hun dochter Sonya geboren, maar in 1923 ging het koppel uit elkaar, Stokowski zou ontrouw geweest zijn. Olga Samaroff is daarna nooit meer getrouwd.
In 1925 kwam zij ongelukkig ten val in haar woning, waarbij zij haar schouder dermate ernstig blesseerde dat ze haar carrière als uitvoerend musicus op moest geven. Daarna werkte zij als criticus en gaf ze les aan de Juilliard Graduate School en vanaf 1929 aan het Philadelphia Conservatory of Music. Ze ontwikkelde een cursus om leken piano te leren spelen en presenteerde deze later ook op de radio.

## Leerlingen

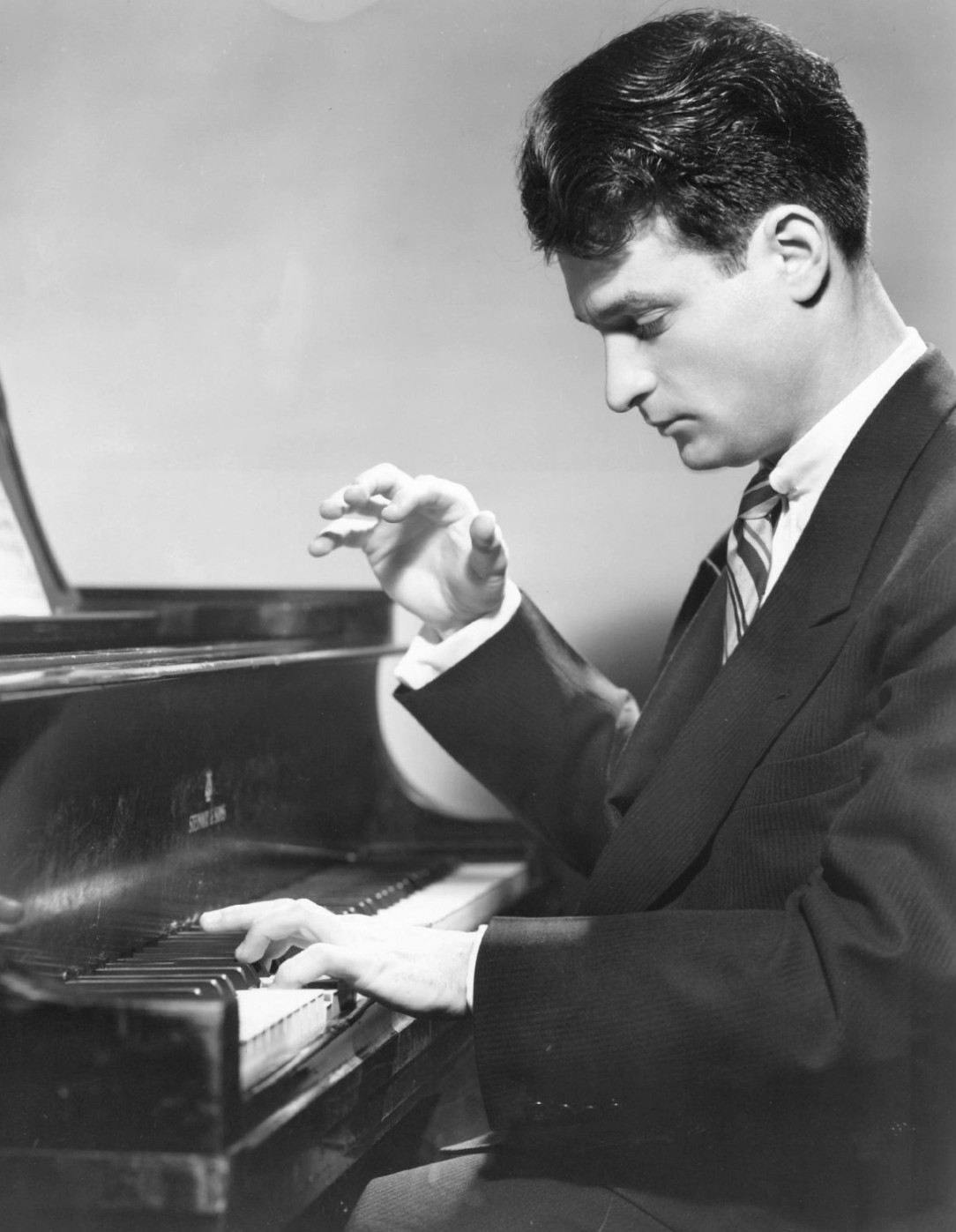
William Kapell in 1948

Onder haar leerlingen waren Richard Farrell, Stewart L. Gordon, Natalie Hinderas, Bruce Hungerford, Edith Grosz, Raymond Lewenthal, Eugene List, Margaret Saunders Ott, Vincent Persichetti en wat bekender: Jerome Lowenthal, Agustin Anievas, William Kapell (in 1953 op 31-jarige leeftijd bij een vliegtuigongeluk om het leven gekomen), Thomas Schippers (van Nederlandse afkomst), Alfred Teltschik, Rosalyn Tureck (bekend om haar Bach-opnamen) en Alexis Weissenberg. Zelf vond ze Richard Farrell haar beste leerling. Hij kwam op 31-jarige leeftijd om het leven bij een motorongeluk in 1958 in Engeland.
Ze werd door haar leerlingen op handen gedragen, niet alleen door haar kwaliteiten als pedagoge, maar ook omdat ze het altijd voor hen opnam en hen tijdens de depressie in de jaren 30 hielp met eten, onderdak en kleding.
In 1939 publiceerde zij haar autobiografie, An American Musician's Story. 
In de avond van 17 mei 1948 overleed zij aan een hartaanval.
- Biblioteca Nacional de España: XX1712172
- Gemeinsame Normdatei: 119466821
- International Standard Name Identifier: 0000 0001 1629 7142
- Library of Congress Control Number: n89671617
- MusicBrainz: da0e2c21-82bc-4d38-be2c-4527b4607739
- Nationale Bibliotheek van Tsjechië: jn20000701560
- Nationale Bibliotheek van Israël: 987007278924605171
- Nederlandse Thesaurus van Auteursnamen: 074298216
- SNAC: w6zs2v7p
- Système universitaire de documentation: 243984049
- Virtual International Authority File: 42649039
- WorldCat: E39PBJrGrgbYJbDXRjvC8MXGHC